# Kerkeiland

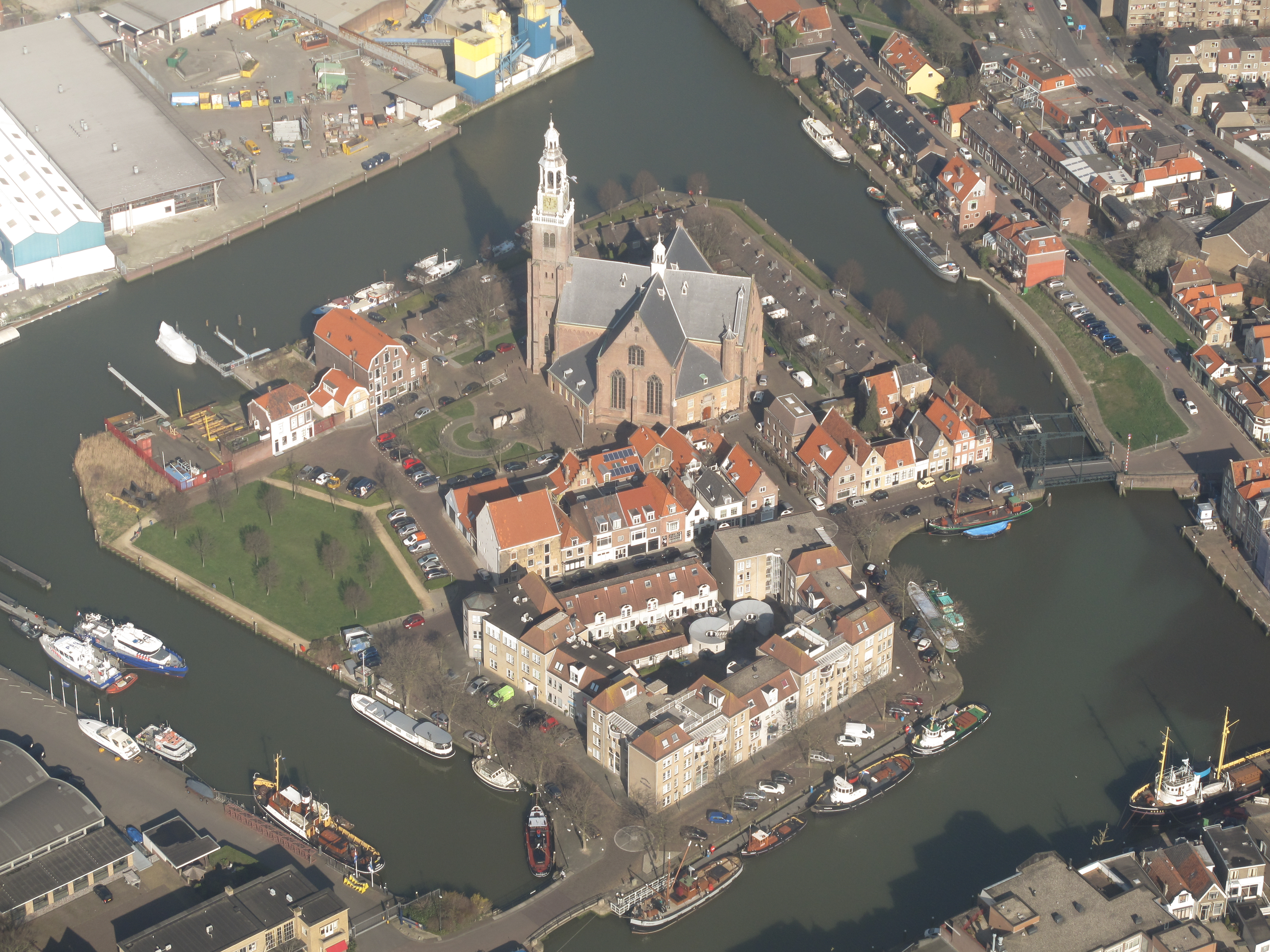
Zicht op kerkeiland

Het kerkeiland of schans is de plaats in de Nederlandse stad Maassluis waar vroeger een buitendijkse schans lag, daarom spreekt men ook wel van het schanseiland.
De Groote Kerk uit 1639, met beroemd Garrels-orgel, is het centrale punt op dit eilandje.

## Geschiedenis
Tijdens de Tachtigjarige Oorlog gaf Filips van Marnix van Sint-Aldegonde opdracht om buitendijks een schans te bouwen. Nog voordat deze klaar was, in 1573, werd deze door de Spanjaarden veroverd en werd Marnix gevangengenomen.
In 1624 werd de schans gesloopt, om plaats te maken voor de Groote Kerk. Deze werd in 1639 voltooid.

## Bombardement
Op 18 maart 1943 bombardeerde een squadron van 12 Ventura's van de Royal Australian Air Force omstreeks half vier 's middags het kerkeiland, waarbij de Groote Kerk en een aantal huizen zwaar beschadigd werden. Ook kwam een aantal burgers om. Het eigenlijke doel was de Witol olieraffinaderij, maar door de grote hoogte waarop werd gevlogen, kwamen de bommen verkeerd terecht.
Al tijdens de Tweede Wereldoorlog werd begonnen met herstel van het Kerkeiland. Tegenwoordig bevinden zich in de bestrating gedenkstenen ter herinnering aan dit bombardement. 

## Referentie
1. ↑  Bombardement 18 maart 1943. Gearchiveerd op 27 september 2022.